# (15574) Stephaniehass
(15574) Stephaniehass (2000 GF66) – planetoida z pasa głównego asteroid okrążająca Słońce w ciągu 3,47 lat w średniej odległości 2,29 j.a. Odkryta 5 kwietnia 2000 roku.